# The Wackness
The Wackness är en amerikansk dramafilm från 2008 i regi av Jonathan Levine. I huvudrollerna ses Ben Kingsley, Josh Peck, Famke Janssen och Olivia Thirlby.

## Handling
Det är sommaren 1994 och gatorna i New York pulserar med hiphop. Luke Shapiro (Josh Peck) är en socialt obekväm marijuanaförsäljare i tonåren. Han har inga vänner, problem med sina föräldrar och ett otroligt dålig självförtroende då det handlar om tjejer. Han byter marijuana mot sessioner med sin terapeut, Dr. Squires (Ben Kingsley), vars fru (Famke Janssen) börjar dra sig ifrån honom. Squires - en tunnhårig, drogförvirrad psykiatriker med mentaliteten av en ungdom är en riktigt dålig förebild. Men de båda bildar en vänskap genom sitt gemensamma behov: ingen av dem har en flickvän. Duon ger sig i lugn takt av på en resa som tar dem över hela New York. De träffar på Lukes "arbetskollegor", bland annat en älva med dreadlocks (Mary-Kate Olsen), en "one-hit-wonder" (Jane Adams) och Lukes leverantör (Method Man). Luke har länge haft en förälskelse i Dr. Squires mycket snygga styvdotter Stephanie (Olivia Thirlby) och blir väldigt förvånad då känslorna är besvarade. Lukes första kärlekserfarenhet med Stephanie blir en lärdom som sätter honom på vägen mot vuxendomen. När Squires bryter ihop är det den yngre mannens jobb att ge honom en livlina.

## Rollista
| Ben Kingsley    | – Dr. Jeffrey Squires |
| Josh Peck       | – Luke Shapiro        |
| Famke Janssen   | – Kristin Squires     |
| Olivia Thirlby  | – Stephanie Squires   |
| Mary-Kate Olsen | – Union               |
| Method Man      | – Percy               |
| Aaron Yoo       | – Justin              |
| Jane Adams      | – Elanor              |
| Talia Balsam    | – Mrs. Shapiro        |

## Mottagande
Roger Ebert gav filmen 3 av 4 stjärnor. På Metacritic har filmen 61 poäng av 100.

## Musik

### Soundtrack
1. "The What?" — The Notorious B.I.G. feat. Method Man
2. "You Used to Love Me" — Faith Evans
3. "Flava in Ya Ear" — The Notorious B.I.G., Craig Mack, Rampage, LL Cool J och Busta Rhymes
4. "Summertime" — DJ Jazzy Jeff & The Fresh Prince
5. "Can't You See" — Total feat. The Notorious B.I.G.
6. "I Can't Wake Up" — KRS-One
7. "The World Is Yours" — Nas
8. "Can I Kick It?" — A Tribe Called Quest
9. "Heaven and Hell" — Raekwon
10. "Bump N' Grind" — R. Kelly
11. "Just a Friend" — Biz Markie
12. "Tearz" — Wu-Tang Clan
13. "Long Shot Kick De Bucket" — The Pioneers
14. "All the Young Dudes" — Mott the Hoople
15. "Season of the Witch" — Donovan

### Låtar som inte är med på soundtrack
- "Disarm" — The Smashing Pumpkins
- "Bonita Applebum" — A Tribe Called Quest
- "93 'til Infinity" — Souls of Mischief
- "Lost at Birth" — Public Enemy
- "Baby-Baby-Baby" — TLC
- "It Was a Good Day" — Ice Cube
- "They Reminisce Over You (T.R.O.Y.)" — Pete Rock & C.L. Smooth
- "Electric Relaxation" — A Tribe Called Quest
- "C.R.E.A.M." — Wu-Tang Clan
- "Out on the Weekend" — Neil Young
- "Around The Way Girl" — LL Cool J
- "Things Done Changed" — The Notorious B.I.G.
- "MC's Act Like They Don't Know" — KRS-One
- "I'll Be There for You/You're All I Need to Get By" — Method Man och Mary J. Blige